# Ceraclea parakamonis
Ceraclea parakamonis är en nattsländeart som beskrevs av Yang och Morse 2000. Ceraclea parakamonis ingår i släktet Ceraclea och familjen långhornssländor. Inga underarter finns listade i Catalogue of Life.